# Zara (cruzador)
O Zara foi um cruzador pesado operado pela Marinha Real Italiana e a primeira embarcação da Classe Zara, seguido pelo Fiume, Gorizia e Pola. Sua construção começou em julho de 1929 nos estaleiros da Odero Terni Orlando e foi lançado ao mar em abril de 1930, sendo comissionado na frota italiana em outubro do ano seguinte. Era armado com uma bateria principal composta por oito canhões de 203 milímetros montados em quatro torres de artilharia duplas, tinha um deslocamento de 14,3 mil toneladas e conseguia alcançar uma velocidade máxima de 32 nós.
O cruzador teve um início de carreira relativamente tranquilo e com poucos incidentes. Suas ações no período pré-guerra consistiram principalmente de exercícios de treinamento com o resto da frota e revistas oficiais, também ocasionalmente sendo inspecionado por dignitários estrangeiros. A embarcação participou em março de 1939 da intervenção italiana na Guerra Civil Espanhola, quando interceptou uma esquadra de navios da facção republicana tentando chegar no Mar Negro. Logo no mês seguinte, o Zara e seus irmãos deram suporte para a invasão italiana da Albânia.
Na Segunda Guerra Mundial, o navio participou de várias operações de escolta de comboios para a Campanha Norte-Africana, também tendo lutado na Batalha da Calábria em julho de 1940, na Batalha de Tarento em novembro de 1940 e da Batalha do Cabo Matapão em março de 1941. Nesta última, seu irmão Pola foi imobilizado, assim o Zara e o Fiume foram enviados para socorrê-lo. Entretanto, os três foram detectados e emboscados por três couraçados britânicos na madrugada de 29 de março, sendo rapidamente afundados. A maior parte da tripulação foi morta.

## Características

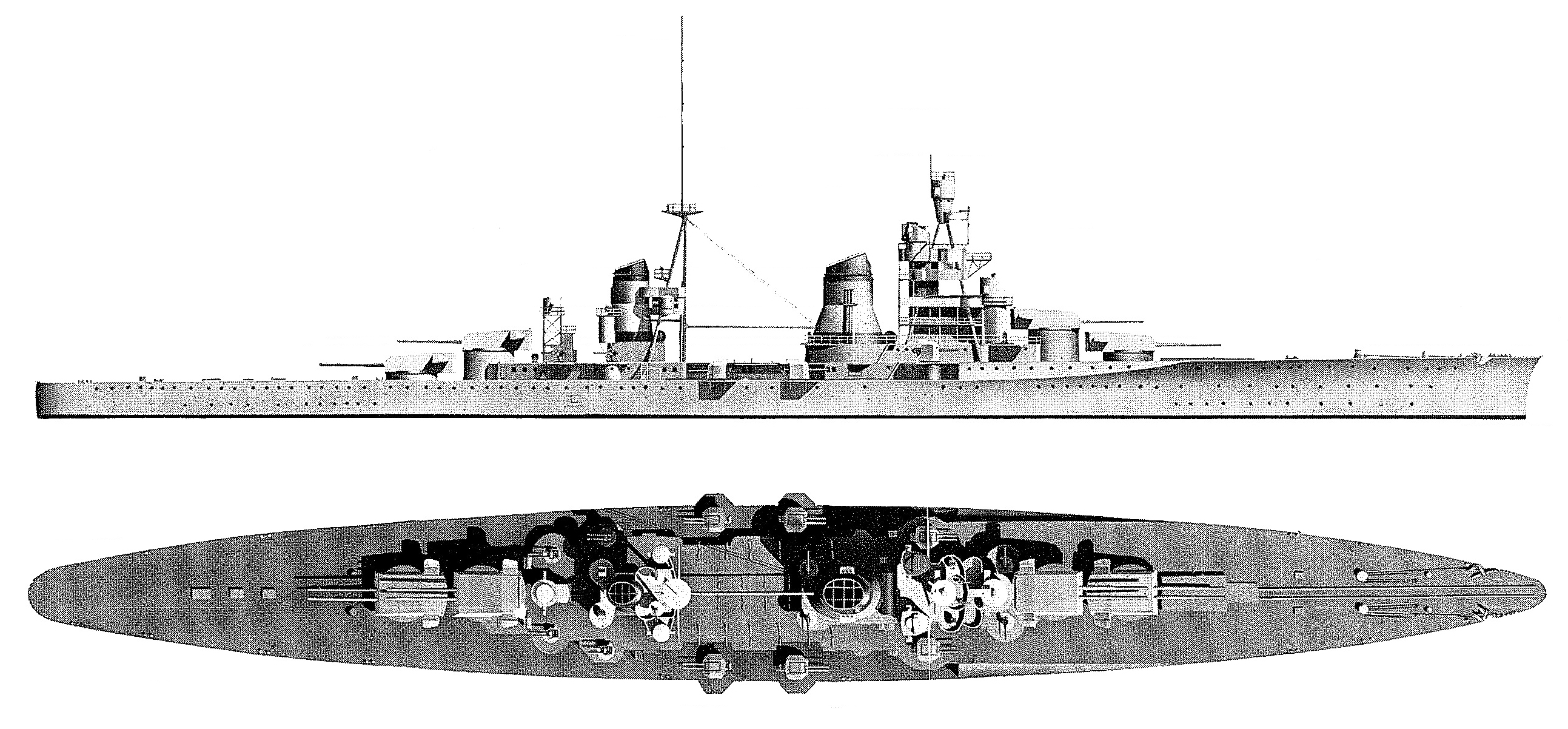
Desenho da Classe Zara

O Zara tinha 182,8 metros de comprimento de fora a fora, boca de 20,62 metros e calado de 7,2 metros. Seu deslocamento carregado era de 14,3 mil toneladas, porém seu deslocamento estava nominalmente dentro do limite de dez mil toneladas do Tratado Naval de Washington. Seu sistema de propulsão era composto por duas turbinas a vapor Parsons alimentadas por oito caldeiras Thornycroft. Seus motores podiam produzir 96,5 mil cavalos-vapor (71 mil quilowatts) de potência, o suficiente para alcançar uma velocidade máxima de 32 nós (59 quilômetros por hora). Ele podia carregar até 2,4 mil toneladas de óleo combustível, o que proporcionava uma autonomia de 5 360 milhas náuticas (9 930 quilômetros) a uma velocidade de dezesseis nós (trinta quilômetros por hora). Sua tripulação era formada por 841 oficiais e marinheiros.
A bateria principal consistia em oito canhões Ansaldo Modelo 1929 calibre 53 de 203 milímetros. Estes eram montados em quatro torres de artilharia duplas, duas na proa e duas na popa, em ambos os casos com uma torre sobreposta a outra. Sua bateria secundária e antiaérea era composta por dezesseis canhões O.T.O. Modelo 1929 calibre 47 de 100 milímetros em montagens duplas, quatro canhões Vickers-Terni calibre 39 de 40 milímetros em montagens individuais e oito metralhadoras Breda Modelo 1931 de 13,2 milímetros em montagens duplas. O cinturão principal tinha 150 milímetros de espessura à meia-nau, com anteparas nas extremidades de 90 a 120 milímetros. O convés blindado principal era protegido por placas de setenta milímetros, sendo complementado por um convés secundário que ficava acima do principal e tinha vinte milímetros de espessura. As torres de artilharia tinham placas de 150 milímetros na frente, enquanto as barbetas tinham a mesma espessura. A torre de comando tinha placas laterais de 150 milímetros e um teto de oitenta milímetros.

## História

### Tempos de paz

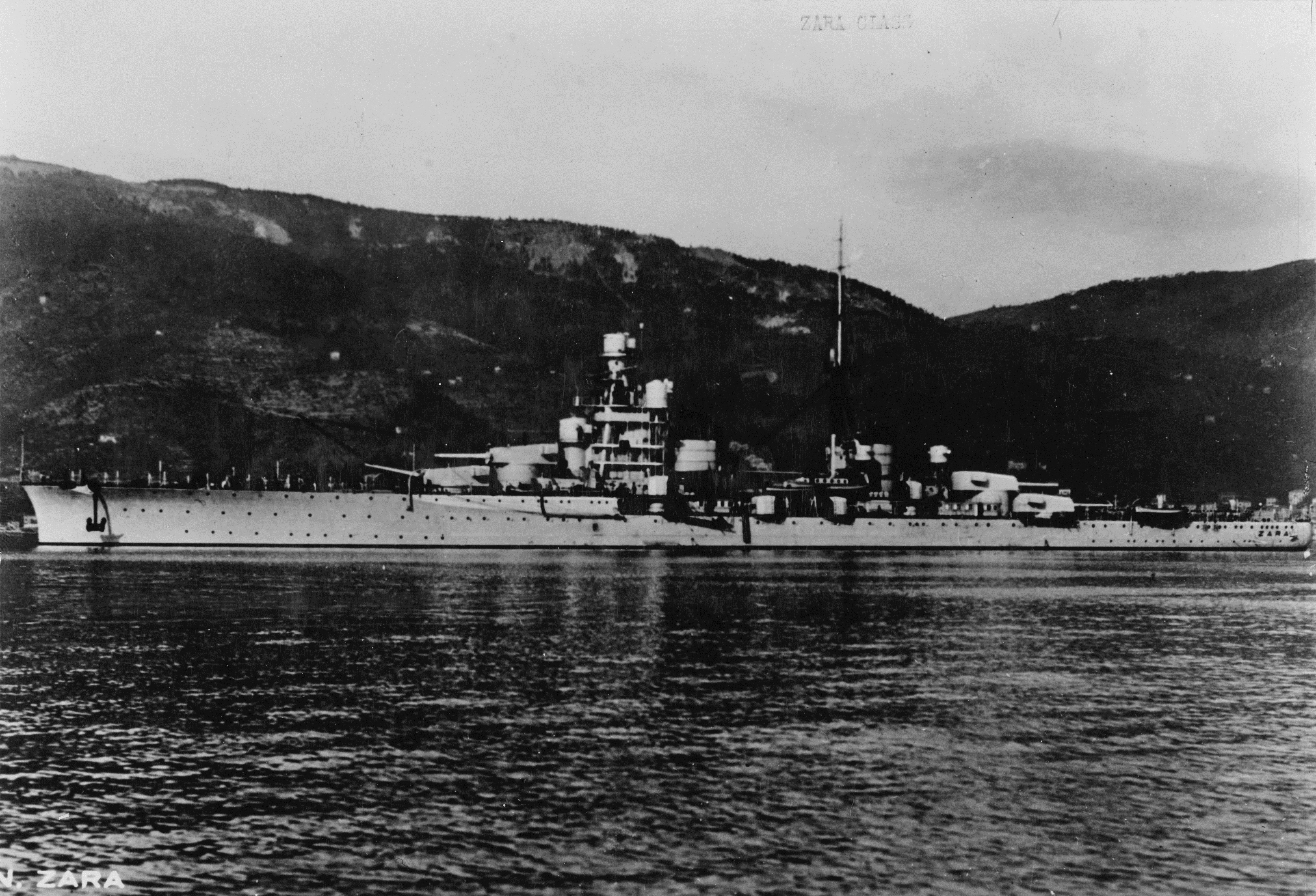
O Zara na década de 1930

O batimento de quilha do Zara ocorreu em 4 de julho de 1928 nos estaleiros da Odero Terni Orlando em Muggiano, em La Spezia. Foi lançado ao mar em 27 de abril de 1930 e comissionado em 20 de outubro de 1931. O cruzador alcançou uma velocidade máxima de 35,23 nós (65,25 quilômetros por hora) durante seus testes marítimos, porém isto ocorreu com os maquinários forçados até 120 690 cavalos-vapor (88,8 mil quilowatts). Isto, entretanto, não era representativo de sua performance em serviço, que normalmente era de 29 nós (54 quilômetros por hora). Isto ocorria porque, na época, o governo italiano pagava bônus aos construtores para cada nó alcançado acima do estabelecido no contrato. O navio recebeu sua bandeira de guerra na cidade de Zara, seu homônimo.
O Zara participou em agosto de 1932 de treinamentos no Golfo de Nápoles junto com o resto da frota; o rei Vítor Emanuel III visitou o navio no dia 13. A embarcação se tornou a capitânia da 1ª Esquadra Naval em setembro. Ele participou de uma revista naval realizada em homenagem ao ditador Benito Mussolini entre 6 e 7 de julho de 1933. Outra revista oficial ocorreu em 27 de novembro de 1936, quando o Zara foi visitado pelo rei, seu filho Humberto, Príncipe de Piemonte, Mussolini e Miklós Horthy, o regente da Hungria. Mais uma revista naval foi realizada em 7 de junho de 1937, desta vez para a visita do general-marechal de campo alemão Werner von Blomberg. A capitânia da esquadra foi transferida para o couraçado Conte di Cavour em 16 de setembro. Uma última revista naval antes da guerra ocorreu em 5 de maio de 1938 para o ditador alemão Adolf Hitler.
Os membros da Classe Zara partiram de Tarento em 7 de março de 1939 com um objetivo de interceptar uma esquadra da facção republicana da Guerra Civil Espanhola, que estavam tentando chegar no Mar Negro. Os navios italianos receberam ordens de não abrir fogo, mas de tentar impedir o progresso das embarcações espanholas e forçá-las a atracarem em Augusta, na Sicília. O comandante espanhol se recusou e seguiu para Bizerta, na Tunísia, onde foram internados. Um mês depois, de 7 a 9 de abril, o Zara deu apoio para a invasão italiana da Albânia. Ele participou das celebrações do Dia da Marinha em 10 de junho em Gênova, passando o resto do ano sem incidentes.

### Segunda Guerra

#### Primeiras ações

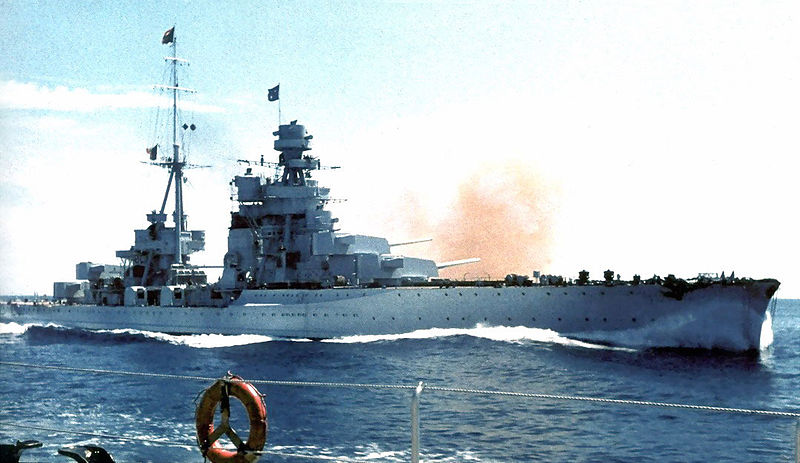
O Zara durante exercícios de artilharia em meados de maio de 1938

A Itália entrou na Segunda Guerra Mundial em 10 de junho de 1940 e o Zara foi designado para a 1ª Divisão da 1ª Esquadra, atuando como capitânia do contra-almirante Pellegrino Matteucci. A divisão também incluía seus irmãos Fiume e Gorizia, mais quatro contratorpedeiros da Classe Oriani. Ela na época ficava baseada em Tarento e os navios foram enviados para patrulhar a área próxima de Creta. Os italianos foram atacados por um submarino desconhecido entre os dias 11 e 12, porém os contratorpedeiros não conseguiram encontrá-lo. A base da divisão foi transferida para Augusta em 21 de junho a fim de estarem melhor posicionados para interceptarem quaisquer comboios Aliados no Mar Mediterrâneo. No dia seguinte, a 1ª, 2ª e 3ª Divisões realizaram uma patrulha conjunta, entretanto não encontraram nenhuma embarcação inimiga. O Zara esteve presente na Batalha da Calábria em 9 de julho. A 1ª Divisão escoltou um comboio para Bengasi e Trípoli, na Líbia, em 30 de julho, retornando para casa dois dias depois. Exercícios de artilharia ocorreram próximos de Nápoles em 16 de agosto, enquanto no dia 29 os navios seguiram para Tarento. A divisão partiu em surtida em 31 de agosto para interceptarem comboios britânicos, porém não conseguiram encontrá-los antes de voltarem.
O Zara retornou para Tarento e esteve presente na Batalha de Tarento, que ocorreu na noite de 11 para 12 de novembro. Ele não foi danificado durante o ataque. O comando italiano decidiu logo em seguida dispersar sua frota para protegê-la de mais ataques semelhantes, assim o cruzador foi enviado para La Spezia logo no dia 12 para passar por sua manutenção periódica. Os trabalhos duraram até 9 de dezembro e o navio seguiu para Nápoles no dia seguinte. Os britânicos bombardearam o porto quatro dias depois e os italianos relocaram seus cruzadores novamente, enviando-os no dia 15 para La Maddalena, na Sardenha, porém retornaram para Nápoles em 19 de dezembro. Eles permaneceram no local por mais três dias até seguirem para Tarento em 22 de dezembro. O Zara, no mesmo mês, tornou-se a capitânia do almirante de divisão Carlo Cattaneo, que assumiu o comando da 1ª Divisão. Exercícios de treinamento com o Gorizia começaram em 29 de janeiro de 1941 e continuaram até o mês seguinte, quando o Pola juntou-se a eles. O Zara, Fiume e Pola realizaram exercícios de artilharia no Golfo de Tarento até meados de março, época em que o Pola substituiu o Gorizia na divisão.

#### Cabo Matapão

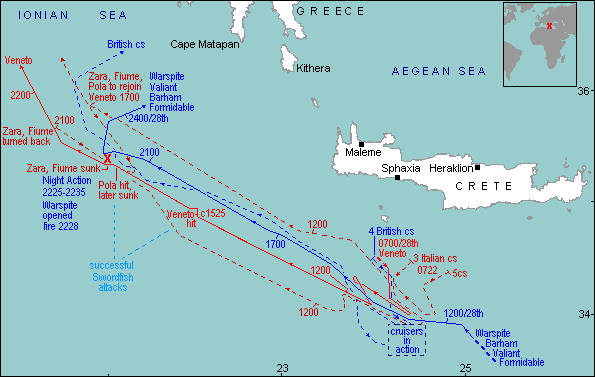
Mapa dos movimentos italianos e britânicos na Batalha do Cabo Matapão

A frota italiana fez outra tentativa de interceptar um comboio britânico ao sul de Creta no final março. A operação resultou na Batalha do Cabo Matapão, travada entre os dias 27 e 29 de março. O Zara e o resto da 1ª Divisão ficaram do lado oposto ao combate durante a maior parte dos confrontos travados durante o dia, assim não entraram em ação durante essa fase inicial. O couraçado Vittorio Veneto foi torpedeado por um torpedeiro decolado do porta-aviões HMS Formidable e a 1ª Divisão permaneceu a bombordo da frota italiana para protegê-la de outro possível ataque. Um segundo ataque aéreo britânico mais tarde no dia 28 não encontrou o Vittorio Veneto, assim eles atacaram os cruzadores. Na confusão, o Pola quase colidiu com o Fiume e foi forçado a parar, impedindo-o de tomar ações evasivas, sendo acertado por um único torpedo a meia-nau estibordo. Os danos inundaram três compartimentos e inutilizaram cinco caldeiras e a linha de vapor que alimentava as turbinas, deixando o cruzador imobilizado.
O almirante de esquadra Angelo Iachino, o comandante da frota italiana, só ficou sabendo da situação do Pola às 20h10min, destacando o Zara, o Fiume e quatro contratorpedeiros para protegerem o cruzador. O cruzador rápido britânico HMS Orion detectou o Pola em seu radar por volta do mesmo momento, relatando sua localização. A frota britânica, centrada nos couraçados HMS Warspite, HMS Barham e HMS Valiant, estava nesse instante a apenas cinquenta milhas náuticas (93 quilômetros) de distância. As embarcações britânicas aproximaram-se dos italianos usando o radar; o Pola, às 22h10min, estava a seis milhas náuticas (onze quilômetros) do Valiant. Olheiros no cruzador avistaram formas se aproximando que deduziram ser navios amigos, assim dispararam um sinalizador vermelho para guiá-los. Na realidade, as embarcações italianas estavam se aproximando pelo lado oposto. Vinte minutos depois, os britânicos iluminaram o Zara e depois do Fiume com holofotes, abrindo fogo imediatamente. O Zara, Fiume e dois contratorpedeiros foram obliterados em um confronto a curta distância. O Zara foi atingido por quatro disparos do Warspite e mais cinco do Valiant em apenas alguns minutos. O contratorpedeiro australiano HMAS Stuart lançou torpedos, com pelo menos um acertando. O contratorpedeiro HMS Havock também lançou torpedos, mas não se sabe o resultado.
Os couraçados britânicos se afastaram para não serem torpedeados pelos contratorpedeiros sobreviventes. O Zara nesse momento estava tomado por um enorme incêndio, porém ainda estava flutuando e vagou até ficar próximo do Pola. O capitão Luigi Corsi, o oficial comandante do cruzador, decidiu às 2h00min que não existia possibilidade de salvar seu navio, assim ordenou que a tripulação deliberadamente o afundasse. O contratorpedeiro HMS Jervis chegou na área por volta do mesmo momento e lançou três torpedos contra o Zara. As cargas de demolição detonaram nos depósitos de munição às 2h30min, com o cruzador emborcando e afundando em dez minutos. A maioria da tripulação, aproximadamente 783 homens, incluindo Cattaneo e Corsi, morreram na batalha. O Zara foi removido do registro naval em 18 de outubro de 1946.